# Маслови
Ма́слови (рос. Масловы) — присілок у складі Даровського району Кіровської області, Росія. Входить до складу Вонданського сільського поселення.
Населення становить 4 особи (2010, 18 у 2002).
Національний склад станом на 2002 рік — росіяни 100 %.